# عبدالوهاب معیش
عبدالوهاب معیش (انگلیسی: Abdelouahab Maïche؛ زادهٔ ۳۰ نوامبر ۱۹۵۹) بازیکن فوتبال اهل الجزایر بود.
وی همچنین در تیم ملی فوتبال الجزایر بازی کرده‌است.